# راؤول كوريا
راؤول كوريا (7 مايو 1993 في أنغولا - ) (بالبرتغالية: Raul Correia‏) هو لاعب كرة قدم برتغالي في مركز الهجوم. لعب مع نادي بلاكبول ونادي يورك سيتي ونادي تشورلي ونادي رادكليف ‏ وTrafford F.C. ‏ ونادي بارو ونادي جيزيلي ‏.

## وصلات خارجية
- راؤول كوريا على موقع قاعدة بيانات كرة القدم.إي يو (الإنجليزية)
- راؤول كوريا على موقع Soccerbase.com (لاعب) (الإنجليزية)
- راؤول كوريا على موقع Soccerway.com (الإنجليزية)